# منتخب بورتوريكو للكرة اللينة للرجال
منتخب بورتوريكو للكرة اللينة للرجال هو ممثل بورتوريكو الرسمي في المنافسات الدولية في الكرة اللينة .

## طالع أيضًا
- منتخب بورتوريكو للكرة اللينة للسيدات